# Propeamussium sibogai
Propeamussium sibogai is een tweekleppigensoort uit de familie van de Propeamussiidae. De wetenschappelijke naam van de soort is voor het eerst geldig gepubliceerd in 1904 door Dautzenberg & Bavay.